# ناصر بن محمد الزمل
ناصر بن محمد الزمل هو كاتب ومفكر سعودي. ولد في عام 1384هجرية الموافق لعام 1964 ميلادي.

## حياته
حصل على الدبلوم العالي من كلية الاتصالات في الرياض، وعلى بكالوريوس هندسة الإتصالات من جامعة أطلانطا بالولايات المتحدة الأمريكية. 
وحيث كتب في الشعر العربي، وفي قصص العرب وأحوالهم وشعرهم كما كتب في السياسة وفضح المخطط الأمريكي والصهيوني نحو الشعوب العربية في كتابيه (لماذا يكرهوننا؟)، وكتابه (الصهاينة الجدد.. مهمة لم تنته).

## مؤلفاته
له العديد من المؤلفات:
- العيون في ديوان العرب وهو كتاب يحتوي على أجمل ما قيل في العيون في الشعر العربي عام1999.
- من أحاديث السمر يحتوي عن أجمل القصص العربية وأمثالهم وشعرهم صدر عن دار الشريف للنشر والتوزيع الطبعة الأولى عام2001، والطبعة الثانية عام 2003.
- لماذا يكرهوننا؟ وهو كتاب يكشف المخطط الأمريكي نحو الشعوب العربية ولعبة إسقاط الحكومات، والهيمنة الأمريكية على نفط الخليج العربي والعراق. كذلك احتلال أفغانستان والعراق بعد حادثة 11سبتمبر 2001. ثار حول الكتاب ضجة إعلامية خاصة في المعرض الدولي بفرانكفورت في عام 2004. صدر الكتاب عن مكتبة العبيكان بالرياض في 2004.[1]
- موسوعة أحداث القرن العشرين وهي موسوعة عالمية رصدت الموسوعة أهم الأحداث المحلية، والعربية، والشرق الأوسط والأحداث العالمية من أحداث سياسية واجتماعية واقتصادية واختراعات واكتشافات وانجازات علمية، وكوارث طبيعية، وكوارث مرضية، وطيران، ووفيات أعلام كانت لهم إسهامات كبيرة في مجالات متعددة سواء كانت في مجال السياسة أو الاختراعات والاكتشافات أو في مجال الفكر والأدب. كما رصدت الموسوعة أهم الجوائز العالمية كجائزة الملك فيصل العالمية وجائزة نوبل، وغيرها من الجوائز.[2]

وجاءت الموسوعة في عشرة أجزاء موزعة في ثمانية مجلدات واحتوت على أكثر من 12 ألف حدث، وأكثر من أربعة آلاف صورة. وجاءت الأحداث في الموسوعة من بداية العام 1900 إلى نهاية العام 2000م باليوم والشهر والسنة مرتبة حسب التسلسل الزمني. وبنهاية الجزء العاشر جدول بأسماء ملوك ورؤساء وحكام الدول العربية، وبعض دول العالم خلال القرن العشرين، وفهارس الأماكن، والأعلام، والأحزاب والمنظمات والجمعيات ونحوها. صدرت الموسوعة عن مكتبة العبيكان في عام 2006.
- الصهاينة الجدد.. مهمة لم تنته. يحمل الكتاب دراسة ورؤية تحليلية لأوضاع وخداع اليهود وأكاذيبهم منذ التاريخ القديم إلى الوقت الحالي، كذلك يكشف عن التحالف المسيحي الصهيوني من أجل إقامة وطن قومي لليهود في فلسطين، وتطبيق الفكر اليهودي والصهيوني في لن تقوم حرب هرمجدون ما لم يستوطن اليهود فلسطين، وقتل العرب والمسلمين وتشريدهم منها. كذلك يكشف الكتاب مدى حقد وعداء اليمين المحافظ الأمريكي الذي يحرك السياسة الأمريكية الحالية للعرب والمسلمين ومحاولة إلصاق تهمة الإرهاب بهم. صدر الكتاب عن مكتبة الرشد بالرياض عام2006.
- (رقميون غيروا حياتنا) كتاب يتحدث عن الثورة الرقمية وكيف غيرت حياة الناس ويستعرض الكتاب 56 شخصية عالمية غيرت في حياة الشعوب. الكتاب صدر عن العبيكان للنشر في 2014.
- موسوعة أحداث القرن الحادي والعشرين (الجزء الأول) من 2001 – 2010. (تحت الطبع) مكتبة العبيكان بالرياض.